# Heidegrund
Heidegrund is een voormalige gemeente in de Duitse deelstaat Saksen-Anhalt, en maakte deel uit van het district Burgenlandkreis.
Heidegrund telde in 2004 745 inwoners.